# Thiago Alves
Thiago Alves (født 22. maj 1982 i São José do Rio Preto, Brasilien) er en brasiliansk tennisspiller, der blev professionel i år 2000. Han har, pr. maj 2009, endnu ikke vundet nogen ATP-turneringer.
Alves er 177 cm. høj og vejer 75 kilo.